# Dör
Dör es un pueblo húngaro perteneciente al distrito de Csorna en el condado de Győr-Moson-Sopron, con una población en 2013 de 670 habitantes.
Se conoce la existencia de la localidad desde el año 1220, cuando se menciona como villa Deer en un documento de Andrés II que indica que el pueblo dependía de Győr. En el siglo XIX fue un importante centro de artesanía en la zona. Actualmente, más de cuatro quintas partes de la población local está compuesta por magiares católicos, y los principales monumentos de la localidad son dos edificios católicos: la iglesia de Santa María, obra barroca de 1714, y la capilla de San Antonio de Padua, edificio de 1899.
Se ubica unos 5 km al sureste de la capital distrital Csorna.